# Šutovo
Šutovo (makedonska: Шутево) är en ort i Nordmakedonien. Den ligger i kommunen Kičevo, i den västra delen av landet, 60 kilometer sydväst om huvudstaden Skopje. Šutovo ligger 743 meter över havet och antalet invånare är 759.